# ムアイヤド・シャイフ
ムアイヤド・シャイフ（? - 1421年）は、エジプトを支配したブルジー・マムルーク朝の第5代スルタン（在位：1412年 - 1421年）。

## 生涯

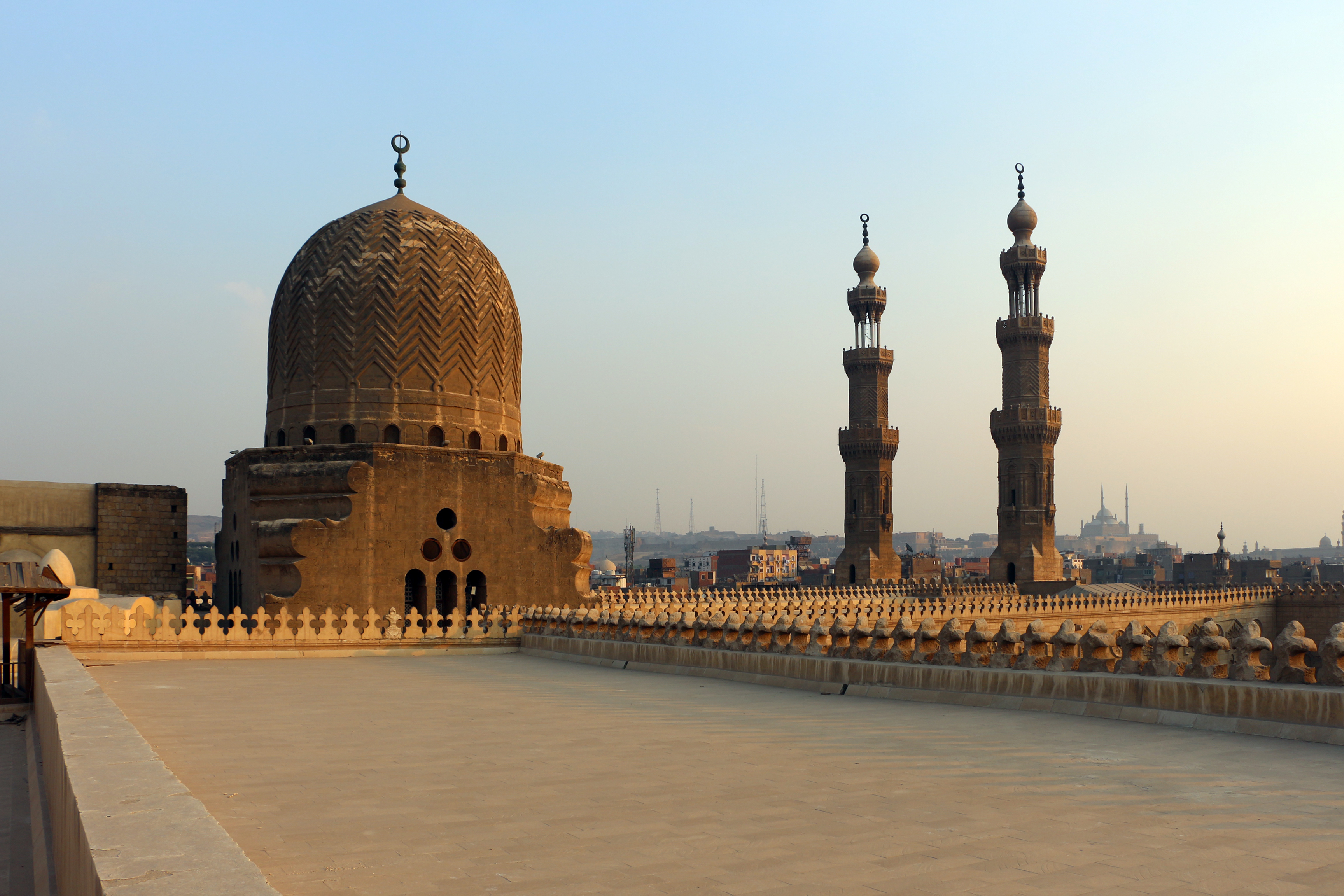
ムアイヤド・シャイフのモスク（カイロ）

初代スルタン・ザーヒル・バルクークに仕えたが、元はマムルーク（奴隷）ではなかったという。バルクークの死後、後を継いだナースィル・ファラジュの時代に頭角を現し、1400年にトリポリ太守になる。しかし1401年、ティムールによる西アジア遠征（7年戦役）では大敗を喫した上に捕虜になったという。
ティムールの死後に解放されると、エジプトに戻る。ファラジュの権力の弱体を見て1407年にはダマスカスの太守・ヌールーズと共に反乱を起こした。ところがファラジュにはこの反乱を抑える力が無く、シャイフの出した条件を一方的に認めてしまう。これで図に乗ったシャイフは1410年に再び反乱を起こし、1412年には遂にファラジュを殺害した。その後しばらくはカイロ・アッバース朝カリフのムスタイーンを傀儡としてスルタンに擁立し、ヌールーズと共存するかにみえたが、半年後にはカリフからスルタン位を奪い取り、1413年にはヌールーズを滅ぼしてマムルーク朝の最高権力者として君臨した。
即位後は領土拡大や傘下の従属国による離反を抑えるためにたびたび遠征した。また、文化事業に力を入れて一時的とはいえマムルーク朝の政情安定化と全盛期時代を再現した。しかし1421年にシャイフが死去すると、わずか10歳の息子であるムザッファル・アフマドが後継者となったことで配下の間から不満が起こり、先代と同じように世襲はならなかった。